# Breda (Iowa)
Pour les articles homonymes, voir Breda (homonymie).
Breda est une ville du comté de Carroll, en Iowa, aux États-Unis. Elle est fondée en 1877 et incorporée le 30 octobre 1884.
La ville est baptisée en l'honneur de Bréda aux Pays-Bas, ville d'origine de l'un des colons. 

## Source de la traduction
- (en) Cet article est partiellement ou en totalité issu de l’article de Wikipédia en anglais intitulé « Breda, Iowa » (voir la liste des auteurs).